# خزف إسباني-مغربي

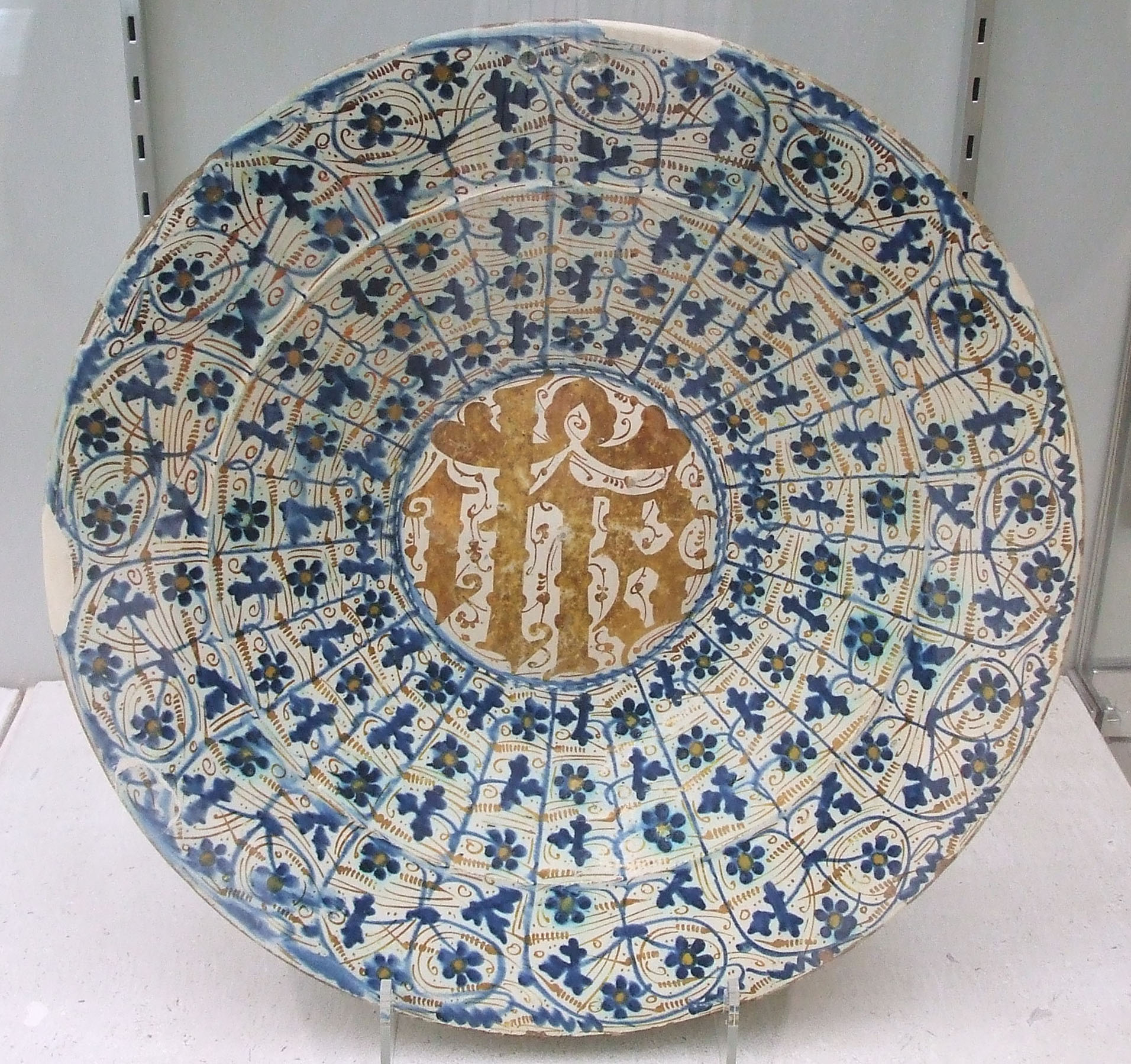
طبق إسباني-مغربي عرضه تقريبا 32 سم، مع الرمز الكاثوليكي الحروف "IHS" الثلاثة المزخرفة بالأزرق والأصفر، من بلنسية حوالي 1430 - 1500

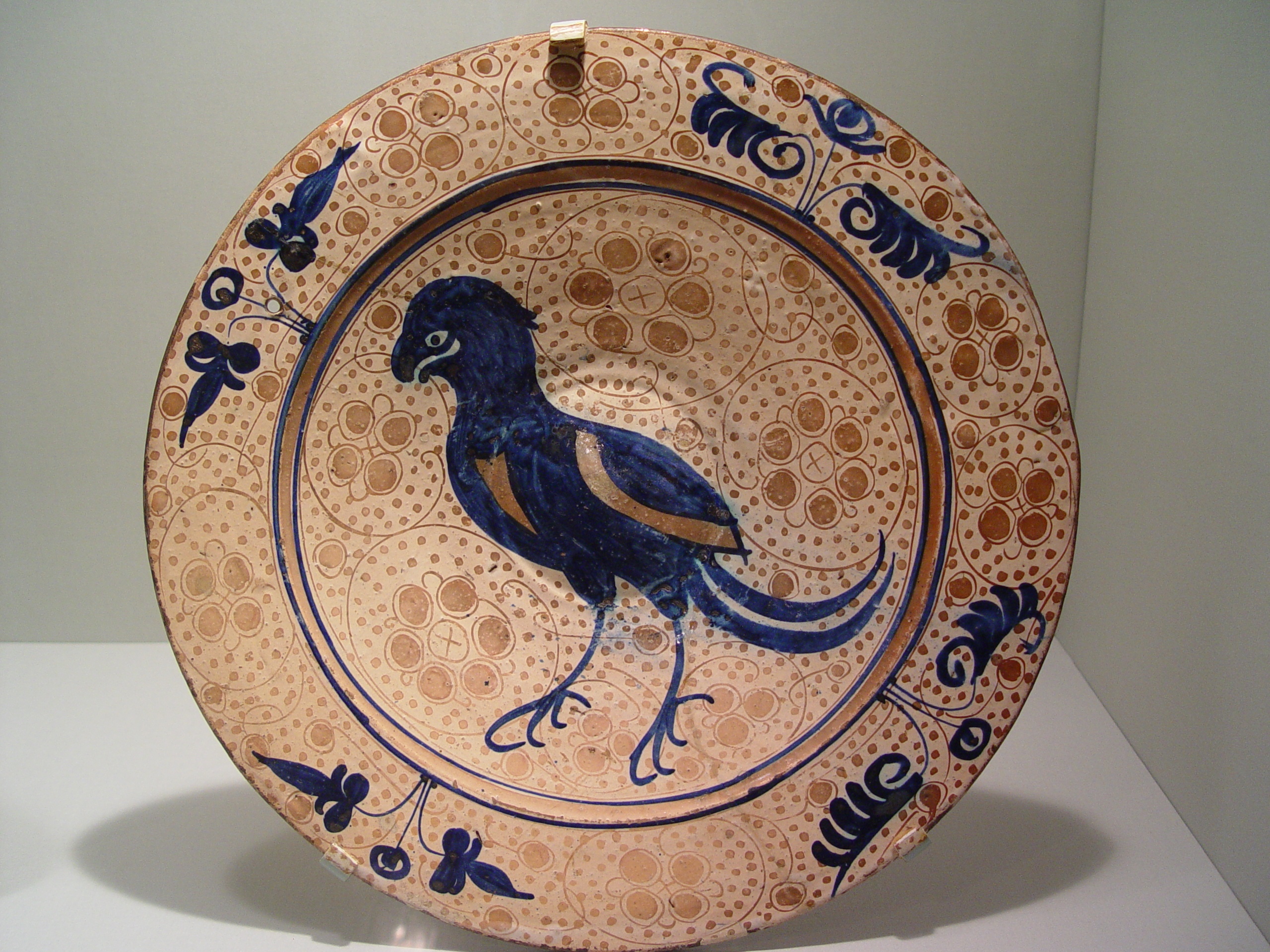
طبق من بلدية بلنسية عرضه 36 سم، من حوالي 1430-1450

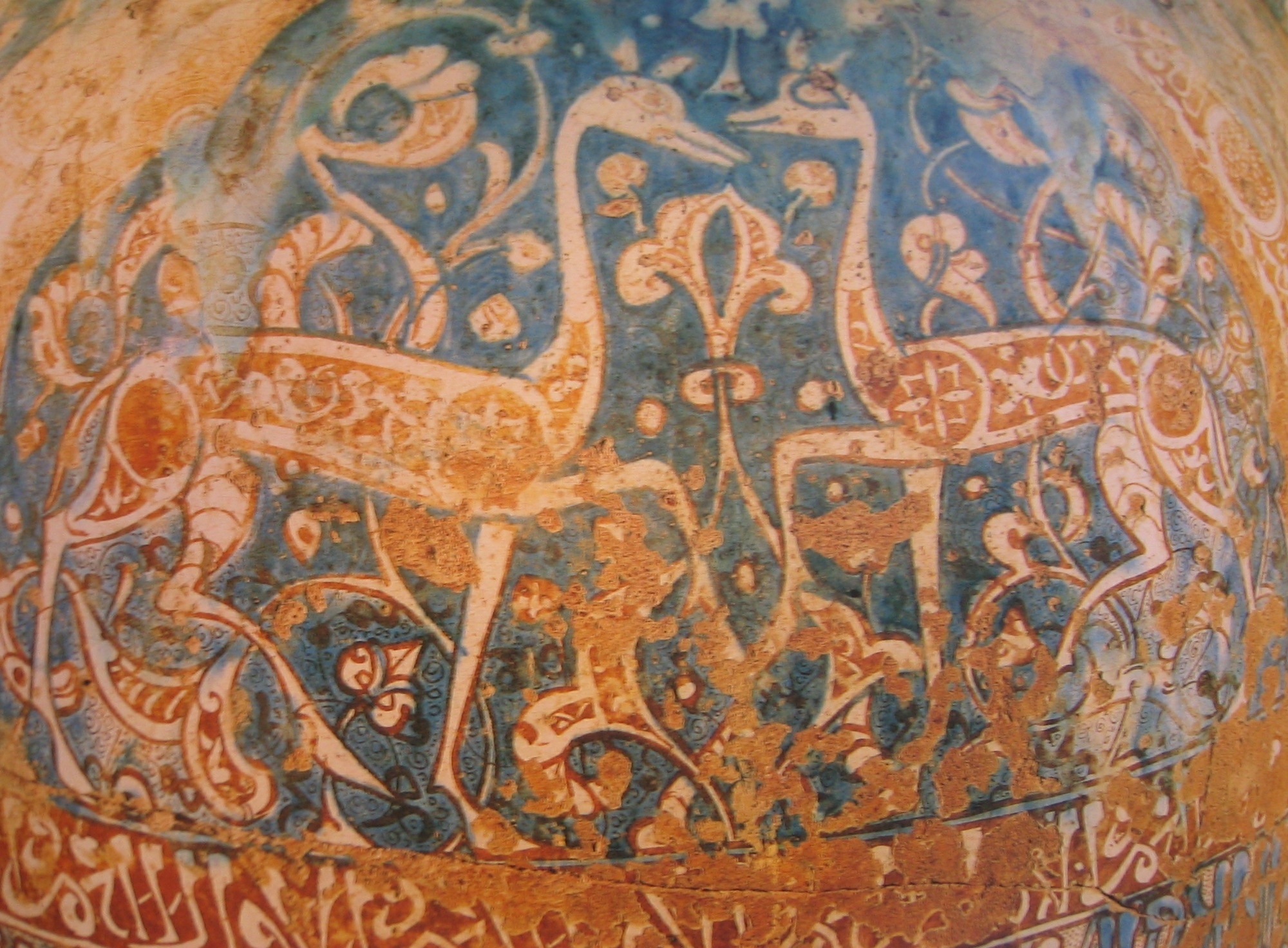
تفاصيل لغزالان من إناء في قصر الحمراء، حوالي 1400

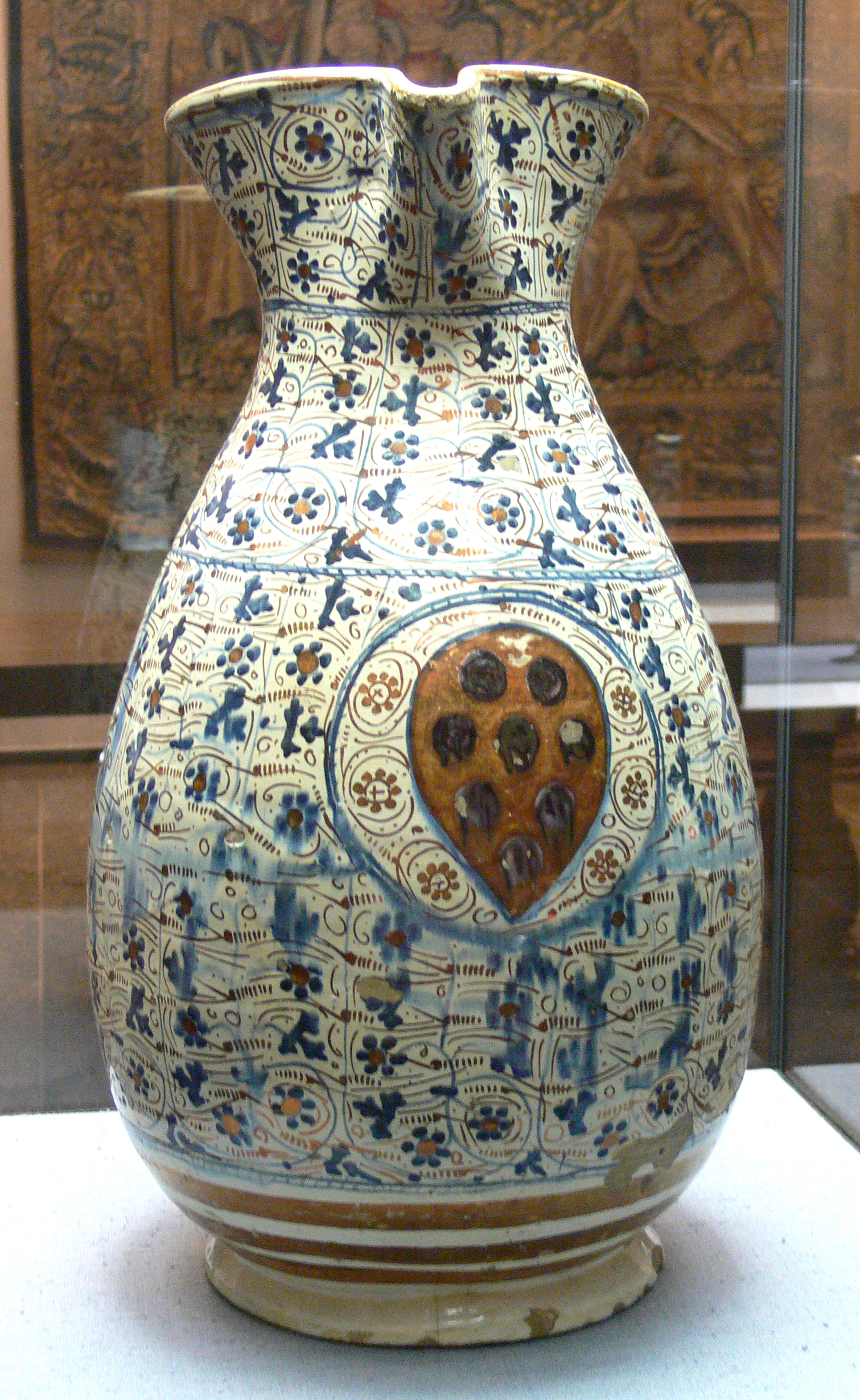
إناء ذو الذراعين بأسلوب ميديشي، 1450-1460

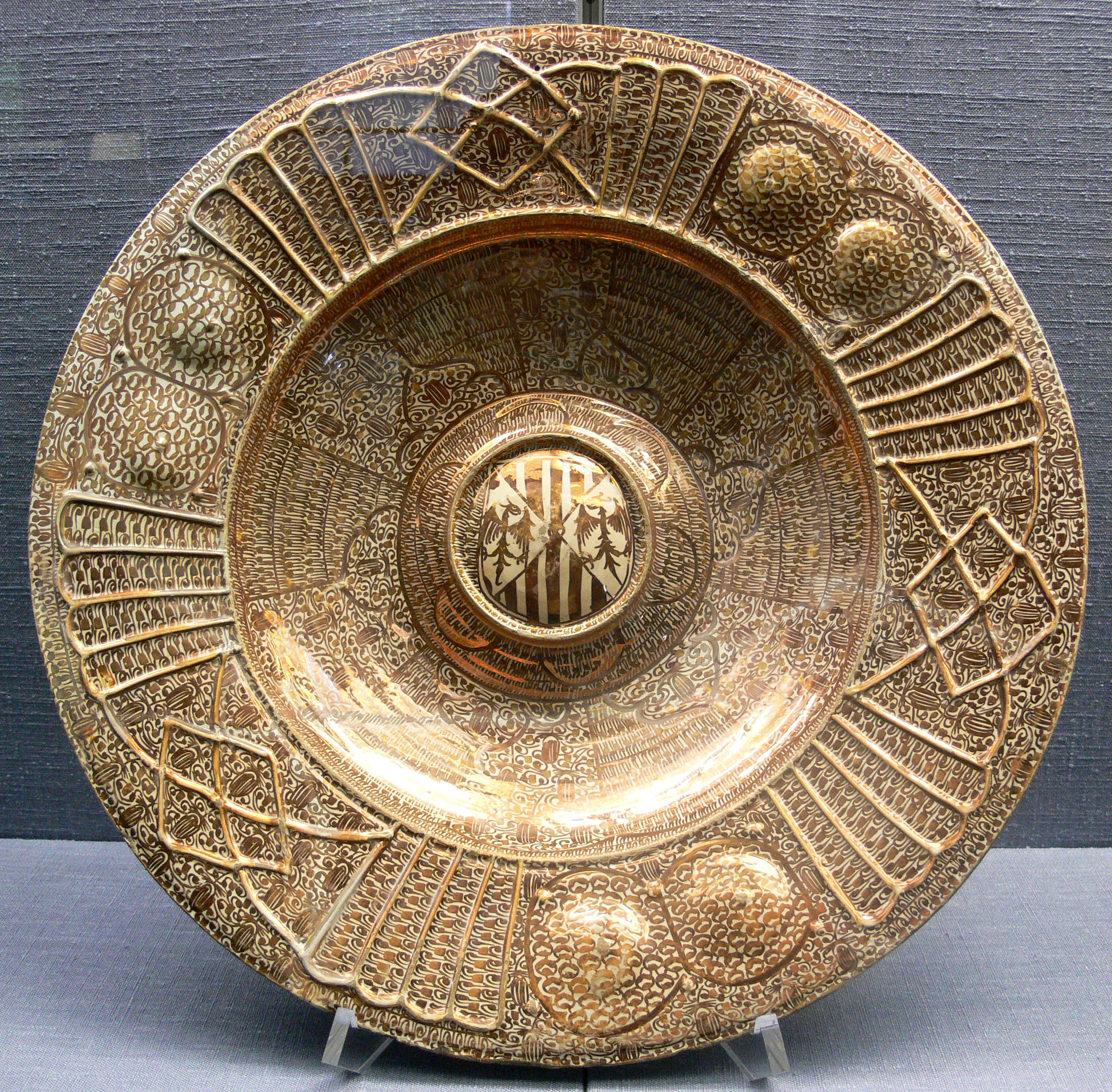
Early 16th century Valencian dish with the arms of the Kingdom of Sicily.

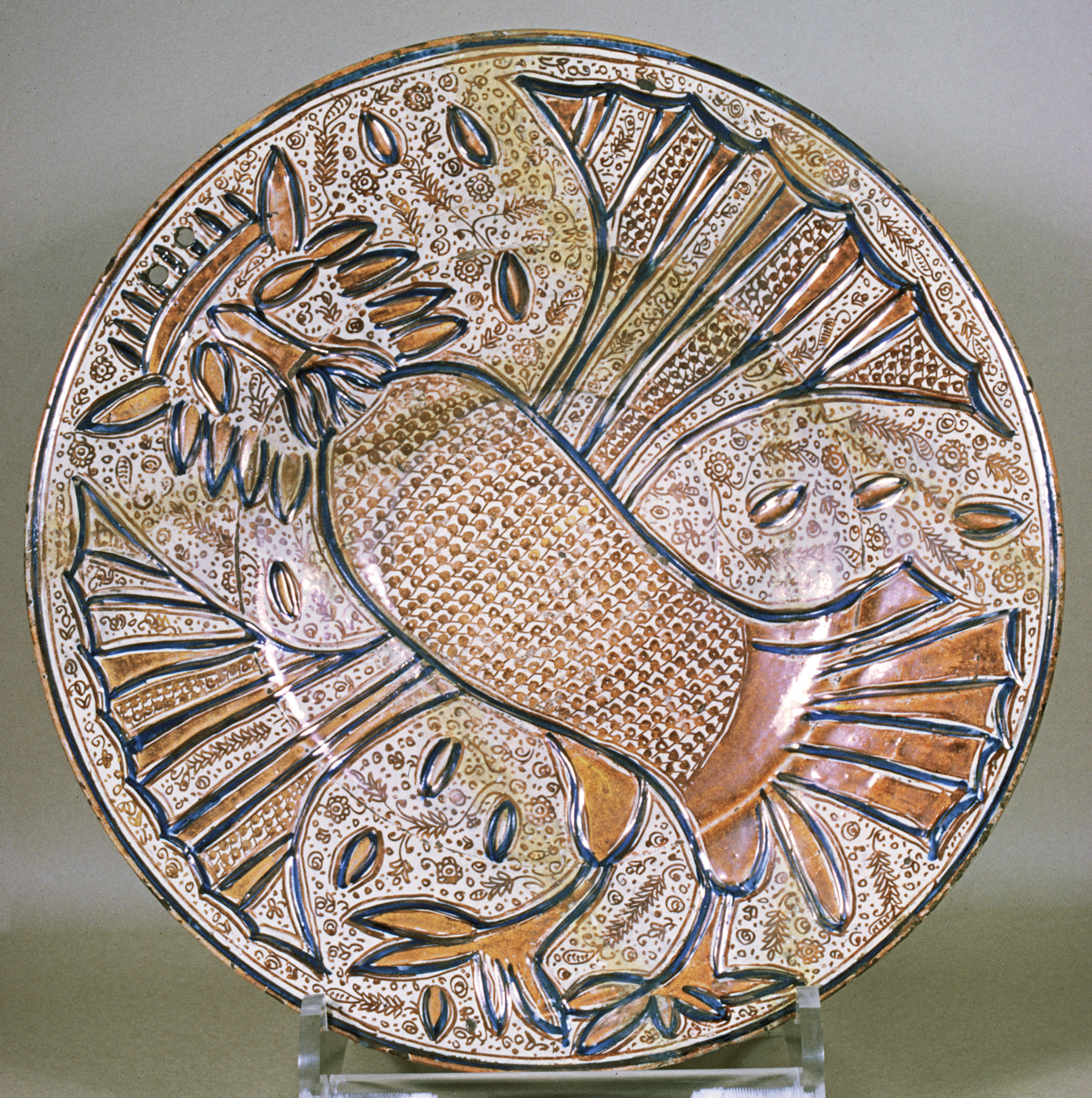
Manises plate, circa 1535. A fantastical owl wearing a crown, a characteristic Manises design during the first half of the 16th century.

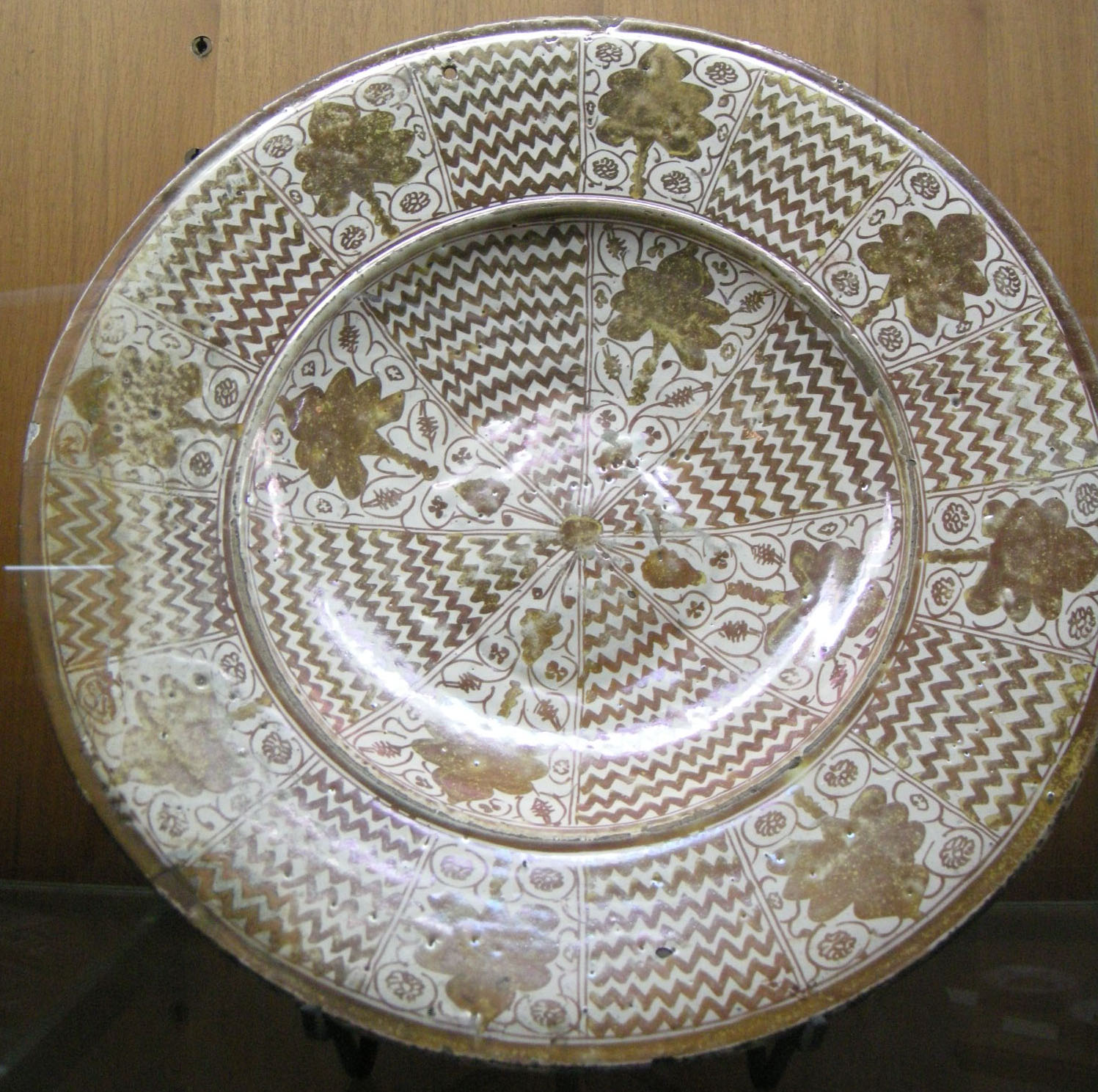
16th century Manises dish, as quality began to fall off.

الخزف الإسباني-المغربي كان في البداية نوعا من الخزف الإسلامي يصنع في الأندلس، واستمر في بعد استيلاء الكاثوليكيين على الأنلدس في أساليب تمتزج فيها عناصر مغربية وأوروبية. كان أكثر أنواع الخزف المصنوعة في أوروبا تعقدا وفخامة حتى ظهور صناعة خزف مايوليكا الإيطالية في القرن الخامس عشر. 
حوالي 711، استولى المغاربة على شبه الجزيرة الإيبيرية. عبر القرون التالية، نقلوا تقنيتي خزف إلى أوروبا وهما: 
- تزجيج الخزف بصقيل أبيض معتم من القصدير
- الخزف اللامع ذو تأثير يماثل تقزح المعادن اللوني

يتميز الخزف الإسباني المغربي باستخدام التقنيتين.  وكان الخزف اللامع ميزة الخزف الإسلامي، لأن التناول من آنية الذهب والفضة كان حراما وفق الأحاديث النبوية، فظل أعضاء النخبة في أوروبا يشربون من أقداح معدنية ويأكلون من أطباق معدنية، كما كانت العادة في الفترتين الرومانية والفارسية، بينما اتخذ المسلمون آنية مصنوعة من الخزف.
في البداية، عاصمة الخزف الإسباني-المغربي كانت مالقة في الجنوب، حيث استعملت الزخرفة الإسلامية التقليدية، وبحلول القرن الخامس عشر، فقد انتقل مركز إنتاج الخزف لبلنسية التي كان قد استولى عليها تاج أراغون بزمان طويل. صدرت بلنسية وما حواليها من بلديات أعمالها على نطاق واسعة، غالبا للسوق المسيحي في أوروبا.

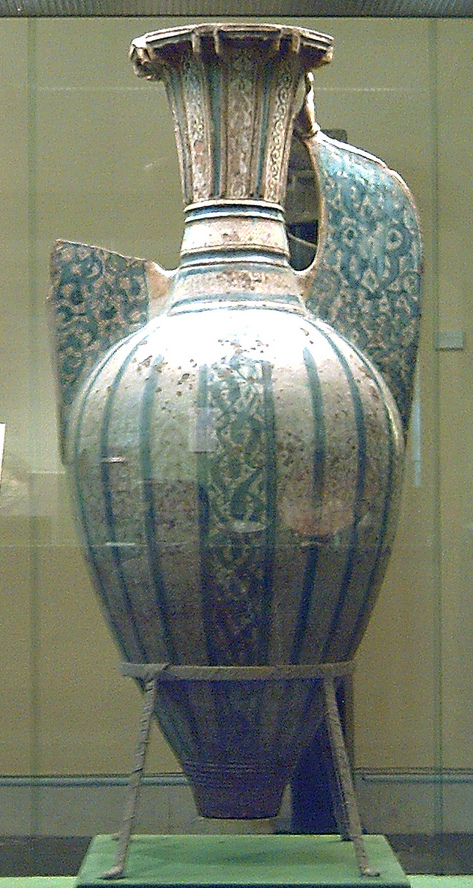
إناء من عدد من الآنية الكبيرة التي صنعت لقصر الحمراء في غرناطة، قائمة: 134 سم

1. ↑  Caiger-Smith, 1985, chapters 12-14 gives very full accounts of the materials, techniques and science involved. Norman, pp. 2-3 is much briefer.
2. ↑  Hadithic texts against gold and silver vessels نسخة محفوظة 01 ديسمبر 2017 على موقع واي باك مشين.